# サンアントニオ
サンアントニオ（英語: San Antonio）は、アメリカ合衆国テキサス州にある都市。ベア郡の郡庁所在地である。同国南部有数の大都市。テキサス州西部の商業・金融・工業の中心地で、食品業・航空機・建築材など多種多様な工業が発展している。また、市の内外に空軍基地があり、軍事都市としての一面も持つ。一方で西部開拓時代の雰囲気をも色濃く残し、テキサス独立戦争の戦跡であるアラモ砦や近年特に人気が高いリバー・ウォークなどがあり、年間1000万人以上が訪れる全米有数の観光都市としても発展している。ヒスパニック系の人口が多いために、スペイン語が街の案内板・広告など至る所で使われていて、スペイン語話者も多い。

## 歴史
- 1718年5月1日
アラモ砦とアラモ伝道所の複合施設が完成し、スペイン人宣教師アントニオ・デ・オリバレス司教が入植した。市名はこの宣教師の名前及び砦の正式名称に因む。
- 1721年
ラ・バイア砦（現在のゴリアド）が出来る。
- 1836年
2月にアラモの戦い、3月にゴリアドの虐殺、4月にサン・ハチントの戦いが発生する。
- 1848年
グアダルーペ・イダルゴ条約によってメキシコ統治下からメキシコ割譲地と共にアメリカの一部となる。
- 1877年
鉄道（テキサス・アンド・パシフィック鉄道 - ミズーリ・パシフィック鉄道）が開通し、畜産物とりわけ牛の取引所として発展した。

## 地理
州都のオースティンが約120km北東に位置している。
アメリカ合衆国統計局によると、この都市は総面積1,067.3km2(412.07mi2)である。このうち1,055.6km2(407.56mi2)が陸地で11.7km2(4.51mi2)が水地域である。総面積の1.09%が水地域となっている。この都市はバルコニー急斜面上にある。

## リバー・ウォーク

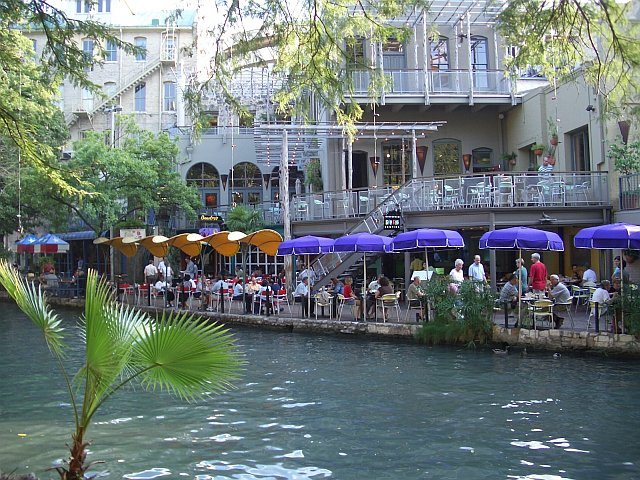
リバー・ウォーク

サンアントニオは「アメリカのヴェニス」と呼ばれることがある。それは市街に設けられたリバー・ウォークの存在に因む。開発の契機となったのは1921年の大規模な洪水で、これは市内に甚大な被害をもたらした。これを機に議会は治水・灌漑の整備を進めるが、一方で水路埋め立てによる環境悪化を招くとして、推進派と反対派が対立した。これを時の市長が共存を図るため、水路と市街地を生かしたリバー・ウォーク構想が打ち立てられ、1929年から着工、一帯に商店が建てられ、新たな中心街となった。だが、後に大戦が迫ると市民の関心は薄れ、またモータリゼーションによる市内の空洞化が顕著になると、戦後しばらくは浮浪者の溜まり場となってしまい、ゴーストタウンと化した。事態を重く見た市は1963年に再開発のマスタープランであるパセル・デル・リオ（川の遊歩道）を打ち立て、再生に取り組んだ。
1968年に「サンアントニオ国際博覧会」（万博特別博）が開催されて成功を収めると、全米における本市の関心・地位は高まり、大規模コンベンションセンター・レストラン・劇場・ショッピングモールなどが相次いで建設され、文化の拠点としても発展して今日に至っている。遊覧船のツアーもあり、船で周辺の建築・史跡を見学できる。NBAのサンアントニオ・スパーズがチャンピオンを勝ち取った年に河川を船でパレードすることでも知られている。

## 観光
サンアントニオは近年観光都市としての人気も高まっており、下記の観光スポットが存在する。
- アラモ砦（The Alamo）：テキサス独立戦争の勝敗を決定付けたとされる1836年のアラモの戦いの舞台となった史跡。
- リバー・ウォーク
- マーケット・スクウェア（Market Square）：メキシコ関連の物産店が多く立ち並ぶ地域。
- ラ・ヴィリタ（La Villita）：テキサス工芸村
- タワー・オブ・ジ・アメリカズ（The Tower of the Americas）：サンアントニオ国際博覧会時に完成。当時全米一の高さを誇った。
- サンフェルナンド大聖堂（San Fernando Cathedral）
- サン・アントニオ・ミッションズ国立歴史公園：アラモ砦（アラモ伝道所）を含む国立歴史公園は世界遺産にも登録されている。

## 気候
ケッペンの気候区分では温暖湿潤気候（Cfa）に属する。その中でも亜熱帯性気候とあって春と秋と冬は短く、夏は非常に長い。そのため3月でも日中の気温が30度を越える事があり、6月から9月までは日中の気温が40度近くになる事も多い。冬でも日中の気温が5度を切る事はほとんど無い。また雪は異常気象の年以外は全く降らない。ただし内陸部に位置するため沿岸部のヒューストンなどと比べると気温が低い日もあり、夏も熱帯夜は少ない。テキサス州内陸部の中では比較的降水量が多いため、砂漠は無く森林がまだ多い。しかし、人口増加に伴う急速な開発で毎年多くの森林が伐採されている。
| サンアントニオ国際空港（1981–2010年、極値1885年– ）の気候             | サンアントニオ国際空港（1981–2010年、極値1885年– ）の気候 | サンアントニオ国際空港（1981–2010年、極値1885年– ）の気候 | サンアントニオ国際空港（1981–2010年、極値1885年– ）の気候 | サンアントニオ国際空港（1981–2010年、極値1885年– ）の気候 | サンアントニオ国際空港（1981–2010年、極値1885年– ）の気候 | サンアントニオ国際空港（1981–2010年、極値1885年– ）の気候 | サンアントニオ国際空港（1981–2010年、極値1885年– ）の気候 | サンアントニオ国際空港（1981–2010年、極値1885年– ）の気候 | サンアントニオ国際空港（1981–2010年、極値1885年– ）の気候 | サンアントニオ国際空港（1981–2010年、極値1885年– ）の気候 | サンアントニオ国際空港（1981–2010年、極値1885年– ）の気候 | サンアントニオ国際空港（1981–2010年、極値1885年– ）の気候 | サンアントニオ国際空港（1981–2010年、極値1885年– ）の気候 |
| 月                                                                    | 1月                                                       | 2月                                                       | 3月                                                       | 4月                                                       | 5月                                                       | 6月                                                       | 7月                                                       | 8月                                                       | 9月                                                       | 10月                                                      | 11月                                                      | 12月                                                      | 年                                                        |
| --------------------------------------------------------------------- | --------------------------------------------------------- | --------------------------------------------------------- | --------------------------------------------------------- | --------------------------------------------------------- | --------------------------------------------------------- | --------------------------------------------------------- | --------------------------------------------------------- | --------------------------------------------------------- | --------------------------------------------------------- | --------------------------------------------------------- | --------------------------------------------------------- | --------------------------------------------------------- | --------------------------------------------------------- |
| 最高気温記録 °C （°F）                                                | 32 (89)                                                   | 38 (100)                                                  | 38 (100)                                                  | 38 (101)                                                  | 40 (104)                                                  | 42 (107)                                                  | 41 (106)                                                  | 43 (110)                                                  | 44 (111)                                                  | 37 (99)                                                   | 34 (94)                                                   | 32 (90)                                                   | 44 (111)                                                  |
| 平均最高気温 °C （°F）                                                | 17.2 (62.9)                                               | 19.4 (66.9)                                               | 23.1 (73.5)                                               | 26.9 (80.5)                                               | 30.6 (87.0)                                               | 33.5 (92.3)                                               | 34.8 (94.6)                                               | 35.6 (96.0)                                               | 32.4 (90.3)                                               | 27.9 (82.2)                                               | 22.3 (72.2)                                               | 17.8 (64.0)                                               | 26.8 (80.2)                                               |
| 平均最低気温 °C （°F）                                                | 4.8 (40.7)                                                | 6.8 (44.2)                                                | 10.4 (50.8)                                               | 14.5 (58.1)                                               | 19.3 (66.8)                                               | 22.6 (72.6)                                               | 23.7 (74.6)                                               | 23.7 (74.7)                                               | 20.6 (69.1)                                               | 15.6 (60.1)                                               | 10.1 (50.1)                                               | 5.4 (41.7)                                                | 14.8 (58.6)                                               |
| 最低気温記録 °C （°F）                                                | −18 (0)                                                   | −16 (4)                                                   | −7 (19)                                                   | −1 (31)                                                   | 6 (42)                                                    | 9 (48)                                                    | 16 (60)                                                   | 14 (57)                                                   | 5 (41)                                                    | −3 (27)                                                   | −6 (21)                                                   | −14 (6)                                                   | −18 (0)                                                   |
| 降水量 mm （inch）                                                    | 44.7 (1.76)                                               | 45.5 (1.79)                                               | 58.7 (2.31)                                               | 53.3 (2.10)                                               | 101.9 (4.01)                                              | 105.2 (4.14)                                              | 69.6 (2.74)                                               | 53.1 (2.09)                                               | 77 (3.03)                                                 | 104.4 (4.11)                                              | 57.9 (2.28)                                               | 48.5 (1.91)                                               | 819.8 (32.27)                                             |
| 降雪量 cm （inch）                                                    | 1.8 (0.7)                                                 | —                                                         | 0 (0)                                                     | 0 (0)                                                     | 0 (0)                                                     | 0 (0)                                                     | 0 (0)                                                     | 0 (0)                                                     | 0 (0)                                                     | 0 (0)                                                     | 0 (0)                                                     | 0 (0)                                                     | 1.8 (0.7)                                                 |
| 平均降水日数 （≥0.01 in）                                             | 7.0                                                       | 7.2                                                       | 8.8                                                       | 6.4                                                       | 8.5                                                       | 7.5                                                       | 5.2                                                       | 4.7                                                       | 6.6                                                       | 6.9                                                       | 6.7                                                       | 7.5                                                       | 83.0                                                      |
| 平均降雪日数 （≥0.1 in）                                              | 0.2                                                       | 0.2                                                       | 0                                                         | 0                                                         | 0                                                         | 0                                                         | 0                                                         | 0                                                         | 0                                                         | 0                                                         | 0                                                         | 0                                                         | 0.4                                                       |
| % 湿度                                                                | 67.1                                                      | 65.2                                                      | 63.2                                                      | 66.3                                                      | 70.5                                                      | 68.8                                                      | 65.0                                                      | 64.7                                                      | 68.0                                                      | 67.2                                                      | 68.3                                                      | 68.0                                                      | 66.9                                                      |
| 平均月間日照時間                                                      | 159.4                                                     | 169.7                                                     | 215.5                                                     | 209.7                                                     | 221.8                                                     | 275.9                                                     | 308.8                                                     | 293.9                                                     | 234.9                                                     | 218.0                                                     | 171.9                                                     | 149.7                                                     | 2,629.2                                                   |
| 日照率                                                                | 49                                                        | 54                                                        | 58                                                        | 54                                                        | 52                                                        | 66                                                        | 72                                                        | 72                                                        | 63                                                        | 61                                                        | 54                                                        | 47                                                        | 59                                                        |
| 出典：NOAA (relative humidity and sun 1961–1990), The Weather Channel |                                                           |                                                           |                                                           |                                                           |                                                           |                                                           |                                                           |                                                           |                                                           |                                                           |                                                           |                                                           |                                                           |

## 人口動勢

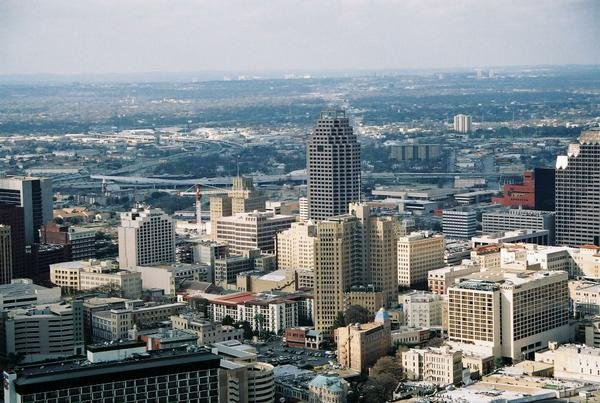
サンアントニオのダウンタウン

2000年国勢調査で、この都市は人口1,144,646人、405,474世帯及び280,993家族が暮らしている。人口密度は1,084.4/km2(2,808.5/mi2)である。410.3/km2(1,062.7/mi2)の平均的な密度に43万3122軒の住宅が建っている。Texas.comによると、この都市の人種的な構成はヒスパニック系以外の白人32%、アフリカン・アメリカン7%、アジア2%、ネイティブ・アメリカン1%であり、人口の58%はヒスパニック系である。 
この都市内の住民は28.5%が18歳未満の未成年、18歳以上24歳以下が10.8%、25歳以上44歳以下が30.8%、45歳以上64歳以下が19.4%及び65歳以上が10.4%に渡っている。中央値年齢は32歳である。女性100人ごとに対して男性は93.5人である。18歳以上の女性100人ごとに対して男性は89.7人である。
この都市の世帯ごとの平均的な収入は36,214米ドルであり、家族ごとの平均的な収入は41,331米ドルである。男性は30,061米ドルに対して女性は24,444米ドルの平均的な収入がある。この都市の一人当たりの収入は17,487米ドルである。人口の17.3%及び家族の14.0%は貧困線以下である。全人口のうち18歳未満の24.3%及び65歳以上の13.5%は貧困線以下の生活を送っている。

## 交通

### 空路
サンアントニオ国際空港はダウンタウンから約15キロメートルで、サンアントニオ市北部中央部に位置する。ここは2つのターミナルがあり、12の航空会社がメキシコの3都市を含む28都市へ就航している。

### 公共交通機関および道路交通
広範囲に渡る路線バスが、この都市の広域都市圏交通システム「VIA」によって運営されている。VIAはダウンタウンからテーマパークへの急行路線を含む91系統の路線を営業している。VIAはまた、サンアントニオ・スパーズの試合やシティ・パレードを含む市内のイベントの際、パークアンドライド駐車場から特別便を運行している。ただしサンアントニオ国際空港を発着するのはほんのわずか1路線しか無く、空港アクセスにはあまり利用されていない。
また、全米有数の大都市ではあるが、LRTのような都市型の鉄道路線は全く無く、放射状に広がる都市とあって、マイカーの利用がほぼ必要不可欠である。市内には、州間高速道路10号線と州間高速道路35号線が貫いている他、「Loop 410」（内側）、「Loop 1604」（外側）と呼ばれる環状道路がある。

### 長距離鉄道路線
サンアントニオ駅 にはアムトラックの列車が発着している。
- サンセット・リミテッド : ニューオーリンズ - サンアントニオ - ロサンゼルス
- テキサス・イーグル（英語版） : シカゴ - サンアントニオ- ロサンゼルス

## 教育
- テキサス大学サンアントニオ校：テキサス大学システムに含まれる州立大学。

## マスメディア

### 新聞
1865年以来発刊しているサンアントニオ・エクスプレスニューズという主要な新聞社がある。エクスプレスニューズは現在テキサス州南部で最大の新聞サービスを提供している。2番目の新聞社であるサンアントニオ・ライトは現存しているが、ここは1993年に営業を停止した。

### テレビ放送
ニールセン社によると、全米で37番目に大きなテレビ放送市場となっている。以下のリストはこの都市の主要な系列テレビ放送局である。

### ラジオ放送
サンアントニオ地域では約40局のラジオ放送を聴取することができるが、うち30局はサンアントニオに本拠地を置いている。テキサス州南部で放送する最初のラジオ局は1922年にKTSA AM-550が行った。KTSAはサンアントニオで唯一の24時間ローカル・ニュース/トーク放送局として現在も存続している。他の主要な放送局には、サンアントニオ・スパーズの本拠地ラジオ局であるWOAI AM-1200（WOAI TV放送局の系列局）がある。

## 日本との関係
2006年11月にトヨタ自動車の製造工場が市の南部に開業し、ピックアップトラックの「タンドラ」を生産している。熊本市とは姉妹都市であり、潮来市とも交流が盛んである。

## プロスポーツ
- サンアントニオ・スパーズ（NBA、バスケットボール） - 5度のNBAチャンピオンに輝いた強豪チーム。
- サンアントニオ・ブラーマス（英語版）（UFL、アメリカンフットボール）
- サンアントニオ・ミッションズ（MiLB、野球）- サンディエゴ・パドレス傘下AA級。
- サンアントニオFC（USLC、サッカー）

## 出身著名人
- ウェズリー・マシューズ - バスケットボール選手。
- ミナ - TWICEのメンバー。

## 姉妹都市
全米国際姉妹都市協会（Sister Cities International）加盟都市。
- グアダラハラ（メキシコ）
- モンテレイ（メキシコ）
- ラス・パルマス・デ・グラン・カナリア（スペイン）
- サンタ・クルス・デ・テネリフェ（スペイン）
- モゲル（英語版）（スペイン）
- ダルムシュタット（ドイツ）
- ウィントフック（ナミビア）
- チェンナイ（インド）
- 無錫市（中華人民共和国）
- 高雄市（中華民国）
- 熊本市（日本）
- 光州広域市（大韓民国）